# Municipio de Smith Creek
El municipio de Smith Creek (en inglés: Smith Creek Township) es un municipio ubicado en el  condado de Warren en el estado estadounidense de Carolina del Norte. En el año 2010 tenía una población de 2.334 habitantes.

## Geografía
El municipio de Smith Creek se encuentra ubicado en las coordenadas 36°28′3.52″N 78°12′26.98″O / 36.4676444, -78.2074944.